# تورو هاشيموتو
تورو هاشيموتو هو محامي وسياسي ياباني، ولد في 29 يونيو 1969 في اليابان. حزبياً، نشط في حزب استعادة اليابان ‏ وOsaka Restoration Association ‏. في 2008 Osaka gubernatorial election ‏، انتخب Governor of Osaka Prefecture ‏ (6 فبراير 2008 – 31 أكتوبر 2011) وفي 2011 Osaka mayoral election ‏، انتخب mayor of Osaka ‏ (19 ديسمبر 2011 – 18 ديسمبر 2015).